# Izeste
 Izeste  es una población y comuna francesa, en la región de Aquitania, departamento de Pirineos Atlánticos, en el distrito de Oloron-Sainte-Marie y cantón de Oloron-Sainte-Marie-Ouest.

## Demografía
| 462 | 460 | 446 | 528 | 529 | 527 | 492 | 490 | 505 | 483 | 495 | 525 | 492 | 473 | 513 | 510 | 463 | 463 | 437 | 444 | 429 | 354 | 364 | 429 | 416 | 448 | 459 | 573 | 602 | 636 | 536 | 498 | 458 | 427 |
| Para los censos de 1962 a 1999 la población legal corresponde a la población sin duplicidades (Fuente: INSEE [Consultar]) |     |     |     |     |     |     |     |     |     |     |     |     |     |     |     |     |     |     |     |     |     |     |     |     |     |     |     |     |     |     |     |     |     |